# Halak csillagkép
A Halak (latin: Pisces) egy csillagkép az állatövben.

## Története, mitológia
A keresztény kultúrkör Krisztussal azonosítja a Halak csillagképet, mivel a tavaszpont a Kosból akkor került vissza a Halak jegyébe, amikorra Krisztus születése tehető.
A csillagkép eredetileg egyetlen halból állt és elődje egy félig ember, félig haltestű szíriai istennő, Atargatisz.
A görögök Aphroditét és Erószt, míg a rómaiak Venust és fiát, Cupidót látták a csillagokban.
A mítosz szerint anyát és gyermekét megtámadta Tüphón, a szörnyeteg. Aphrodité és gyermeke a vízen keresztül menekültek, és mindketten hallá váltak. Hogy el ne sodródjanak egymástól, egy szalagot kötöttek egymás lábára. Ezt a szalagot a szeretet kötelékeként is aposztrofálni szokták, és a csillagkép ábrázolásában is megjelenik.

## Láthatósága, megkeresése
A Halak zömmel az északi félgömbön van, de délnyugati része 6 fokkal nyúlik az égi egyenlítő alá. Magyarországról a megfelelő időszakban teljes terjedelmében látható.
A Nap látszólagos égi útja során március 13-tól április 19-ig van a Halak csillagképben. A konstelláció V betűje két végének halvány csillagai május közepén, az északkeleti és a keleti horizont felett bukkannak elő hajnali fél kettő tájékán. Egy hónappal később, ugyanebben az időben a csillagkép teljes területe a horizont fölött van már. Augusztus és szeptember hónapokban egész éjszaka megkereshető. December közepén este 7 körül, 40-75° magasságban delel. Január végén este 8 órakor teljes területe megfigyelhető a nyugati égbolton. Február végén az éjszakai sötétség beálltával kezdi meg nyugvását.

A Halak csillagkép legfényesebb csillaga sem éri el a 3m-t. Felismerésében segít, hogy mintegy húsz, 3,5-4,5m körüli csillaga egy szabályos, 30-40° nagyságú "V" betűt formál, a nyugati végen öt csillagból (ι-θ-γ-κ-λ) álló körrel. A V betű a Pegazus csúcsán álló fényes négyszögét veszi körül.

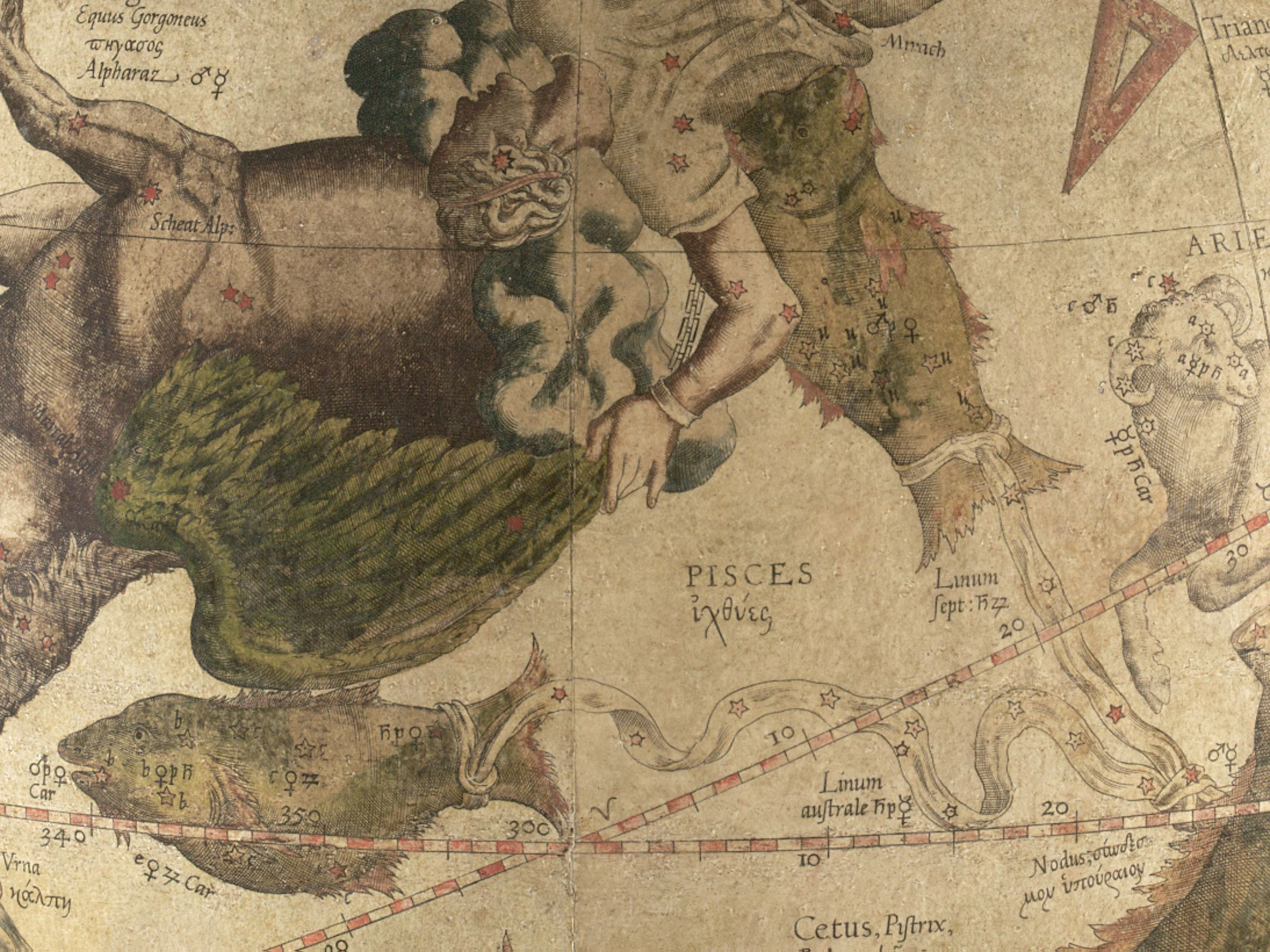
A Halak csillagkép a Mercator Atlaszban

## Látnivalók
A csillagkép két, a farkaiknál összekötött halból áll, amiket halvány csillagai miatt nehéz felismerni. Éjféli delelése szeptember végére, október elejére esik. Az egyenlítőtől északra és délre (az 57. szélességi fokig) is látható.

### Csillagok

A Halak csillagkép

21 csillagból álló csillagkép fontosabb csillagai:
α Piscium (Alrescha, Alrischa vagy El Resha - Szalag, Szalagcsomó)
Fényessége 3,79 magnitúdó, kékesfehér színű kettőscsillag
Tagjai 4,2 és 5,2 magnitúdósak és a rendszer tagjai 900 év alatt kerülik meg egymást
Távolság: körülbelül 100 fényév
β Piscium
Fényessége 4,53 magnitúdó, kékesfehér
A csillagkép legnyugatibb csillaga
η Piscium
Fényessége 3,62 magnitúdó, sárga színű
A csillagkép legfényesebb csillaga
ω Piscium
Fényessége 4,01 magnitúdó, kékesfehér színű
TX Piscium (19 Piscium)
Szabálytalanul változó vörös óriás, látszó fényessége 4,79m - 5,20m között ingadozik

### Mélyég-objektumok
- M74 spirálgalaxis
- NGC 3 lentikuláris galaxis
- NGC 57